# Championnat d'Angleterre de football de cinquième division 2016-2017
Navigation
Édition précédente Édition suivante
La saison 2016-2017 de National League est la trente-septième édition de la cinquième division anglaise, la deuxième sous son nom actuel.
Les vingt-quatre clubs participants au championnat sont confrontés à deux reprises aux vingt-trois autres.
À la fin de la saison, le champion est promu en League Two et les quatre suivants du classement s'affrontent en playoffs pour une place dans la division supérieure. Les quatre derniers clubs sont relégués en National League North ou National League South. La décision d'affectation revient au comité du National League System et est déterminée en fonction de la situation géographique des clubs.

## Les 24 clubs participants
| \| Aldershot Town Barrow Boreham Wood Braintree Town Bromley Chester Dover Athletic Eastleigh Forest Green Rovers Gateshead Guiseley Halifax Town Lincoln City Macclesfield Town Southport Torquay Tranmere Rovers Woking Wrexham \| Localisation des clubs engagés dans le championnat. |
| Aldershot Town Barrow Boreham Wood Braintree Town Bromley Chester Dover Athletic Eastleigh Forest Green Rovers Gateshead Guiseley Halifax Town Lincoln City Macclesfield Town Southport Torquay Tranmere Rovers Woking Wrexham                                                           |

| Club                | Stade                           | Capacité | Ville             |
| ------------------- | ------------------------------- | -------- | ----------------- |
| Aldershot Town      | Recreation Ground               | 7 100    | Aldershot         |
| Barrow              | Holker Street                   | 5 000    | Barrow-in-Furness |
| Boreham Wood        | Meadow Park                     | 4 502    | Borehamwood       |
| Braintree Town      | Cressing Road                   | 4 145    | Braintree         |
| Bromley             | Fortress Stadium                | 6 000    | Bromley           |
| Chester             | Deva Stadium                    | 6 000    | Chester           |
| Dover Athletic      | Crabble Athletic Ground         | 6 500    | Douvres           |
| Eastleigh           | Silverlake Stadium              | 3 500    | Eastleigh         |
| Forest Green Rovers | The New Lawn                    | 5 147    | Nailsworth        |
| Gateshead           | Gateshead International Stadium | 10 000   | Gateshead         |
| Guiseley            | Nethermoor Park                 | 3 000    | Guiseley          |
| Lincoln City        | Sincil Bank                     | 10 120   | Lincoln           |
| Macclesfield Town   | Moss Rose                       | 6 355    | Macclesfield      |
| Swindon Town        | County Ground                   | 4 314    | Swindon           |
| Torquay United      | Plainmoor                       | 6 500    | Torquay           |
| Tranmere Rovers     | Prenton Park                    | 16 567   | Birkenhead        |
| Woking              | Kingfield Stadium               | 6 036    | Woking            |
| Wrexham             | Racecourse Ground               | 10 771   | Wrexham           |

## Compétition

### Classement
Le classement est établi sur le barème de points classique (victoire à 3 points, match nul à 1, défaite à 0).
Pour départager les égalités, on tient d'abord compte de la différence de buts générale, puis du nombre de buts marqués, puis des confrontations directes et enfin si la qualification ou la relégation est en jeu, les deux équipes jouent une rencontre d'appui sur terrain neutre.
| Rang | Équipe               | Pts | J  | G  | N  | P  | Bp | Bc | Diff |
| ---- | -------------------- | --- | -- | -- | -- | -- | -- | -- | ---- |
| 1    | Lincoln City         | 99  | 46 | 30 | 9  | 7  | 83 | 40 | +43  |
| 2    | Tranmere Rovers      | 95  | 46 | 29 | 8  | 9  | 79 | 39 | +40  |
| 3    | Forest Green Rovers  | 86  | 46 | 25 | 11 | 10 | 88 | 56 | +32  |
| 4    | Dagenham & Redbridge | 84  | 46 | 26 | 6  | 14 | 79 | 53 | +26  |
| 5    | Aldershot Town       | 82  | 46 | 23 | 13 | 10 | 66 | 37 | +29  |
| 6    | Dover Athletic       | 79  | 46 | 24 | 7  | 15 | 85 | 63 | +22  |
| 7    | Barrow               | 75  | 46 | 20 | 15 | 11 | 72 | 53 | +19  |
| 8    | Gateshead            | 70  | 46 | 19 | 13 | 14 | 72 | 51 | +21  |
| 9    | Macclesfield Town    | 68  | 46 | 20 | 8  | 18 | 64 | 57 | +7   |
| 10   | Bromley              | 62  | 46 | 18 | 8  | 20 | 59 | 66 | -7   |
| 11   | Boreham Wood         | 58  | 46 | 15 | 13 | 18 | 49 | 48 | +1   |
| 12   | Sutton United        | 58  | 46 | 15 | 13 | 18 | 61 | 63 | -2   |
| 13   | Wrexham              | 58  | 46 | 15 | 13 | 18 | 47 | 61 | -14  |
| 14   | Maidstone United     | 58  | 46 | 16 | 10 | 20 | 59 | 75 | -16  |
| 15   | Eastleigh            | 57  | 46 | 14 | 15 | 17 | 56 | 63 | -7   |
| 16   | Solihull Moors       | 55  | 46 | 15 | 10 | 21 | 62 | 75 | -13  |
| 17   | Torquay United       | 53  | 46 | 14 | 11 | 21 | 54 | 61 | -7   |
| 18   | Woking               | 53  | 46 | 14 | 11 | 21 | 66 | 80 | -14  |
| 19   | Chester              | 52  | 46 | 14 | 10 | 22 | 63 | 71 | -8   |
| 20   | Guiseley             | 51  | 46 | 13 | 12 | 21 | 50 | 67 | -17  |
| 21   | York City            | 50  | 46 | 11 | 17 | 18 | 55 | 70 | -15  |
| 22   | Braintree Town       | 48  | 46 | 13 | 9  | 24 | 51 | 76 | -25  |
| 23   | Southport            | 39  | 46 | 10 | 9  | 27 | 52 | 97 | -45  |
| 24   | North Ferriby United | 39  | 46 | 12 | 3  | 31 | 32 | 82 | -50  |

| Légende : Qualifications et relégations | Légende : Qualifications et relégations                               |
| --------------------------------------- | --------------------------------------------------------------------- |
|                                         | Promu en League Two                                                   |
|                                         | Qualification pour les barrages d'accession en League Two             |
|                                         | Relégation en NL North/NL South                                       |
|                                         | R : Relégué de League Two en 2015-2016 P : Promu de NL North/NL South |

## Bilan de la saison
| Promotions et relégations        |
| Relégués de League Two           |
| Promus en League Two             |
| Relégués en NL North ou NL South |
| Promus de NL North ou NL South   |